# Sebastian Vrancx
Sebastian o Sebastiaen o Sebastiaan Vrancx,   o Vranckx (Anversa, 22 gennaio 1573 – Anversa, 19 maggio 1647), è stato un pittore e disegnatore fiammingo,  particolarmente noto per la pittura di scene militari e di battaglia.

## Biografia
Figlio di Jan Vrancx e di Barbara Coutereau, secondo il biografo Karel van Mander studiò pittura ad Anversa presso Adam van Noort, che fu maestro anche di Peter Paul Rubens.
Successivamente partì alla volta dell'Italia per studiarne l'arte e visitò le città di Venezia, Roma e Napoli (1596-1600).

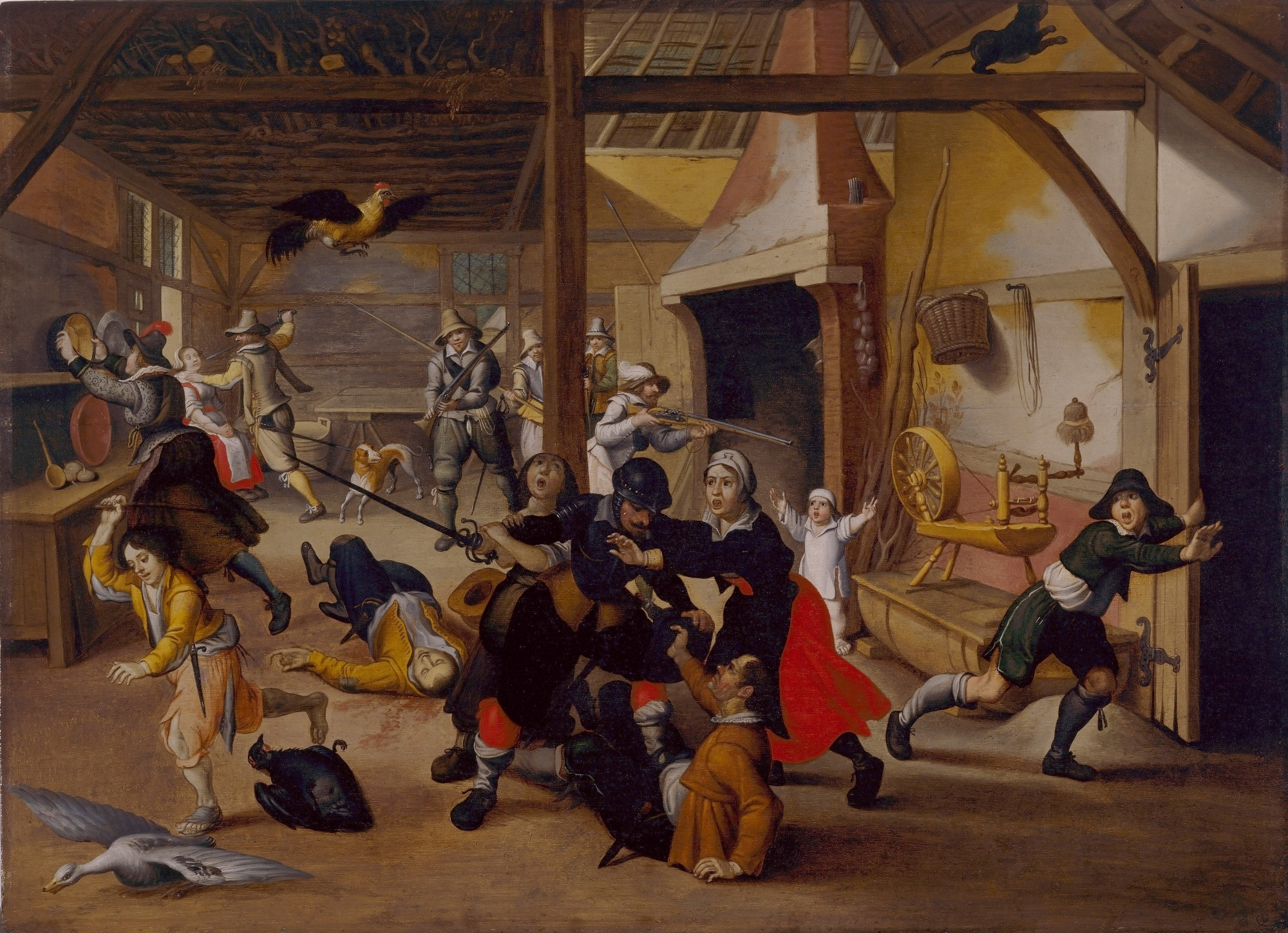
Soldati saccheggiano una fattoria

Nel 1601, ritornato in patria, entrò a far parte della Corporazione di San Luca, di cui divenne prima vicepresidente (onderdeken) nel 1611 e poi decano (opperdeken) nel 1612, e s'affiliò alla Confraternita dei SS Pietro e Paolo, di cui era membro anche Peter Paul Rubens.
Nel 1612 sposò Maria Pamphi o Pampfi, figlia di un commerciante d'arte e cognata di Tobias Verhaecht. Quest'ultimo divenne in seguito padrino di sua figlia.

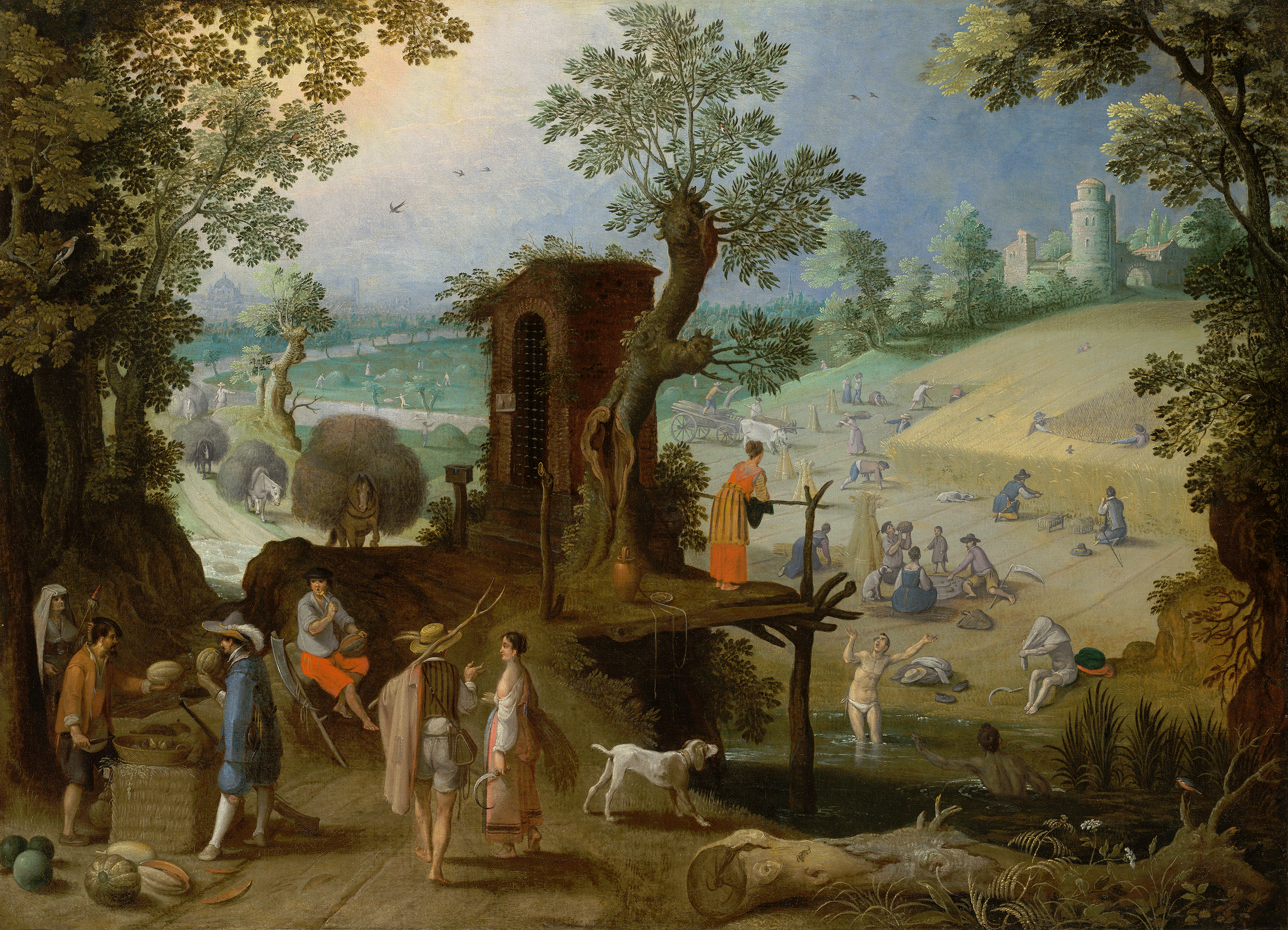
Allegoria dell'estate (1600 c.)

Fu un membro della Camera degli Oratori di Anversa (Violieren), che aveva legami con la Corporazione di San Luca. Oltre all'impegno letterario, eseguì anche alcuni dipinti per quest'associazione. Acquisì anche una certa fama come poeta e organizzatore di feste.
Fece inoltre parte di una compagnia di guardia civica, divenendone ufficiale nel 1613 e capitano otto anni dopo, grado che mantenne per dieci anni.

## Profilo artistico
I primi disegni conosciuti di quest'artista risentono dell'influenza di Cornelis Floris de Vriendt e di Cornelis Bos, mentre le opere eseguite durante il soggiorno italiano presentano affinità con i primi lavori di Paul Brill, anch'egli a Roma in quel periodo, e di Jan Brueghel il Vecchio. Caratteristica esclusiva delle opere di questo periodo sono le figure gesticolanti e gli alberi imponenti, mentre permarranno per tutta la sua carriera il gusto per il dettaglio aneddotico e le figure vestite di abiti particolarmente colorati inserite in paesaggi classici e decorativi.
Tra il 1602 e il 1611, realizzò i primi dipinti del tipo della festa galante, con figure eleganti in un paesaggio caratterizzato da elementi sia naturali, quali giardini o parchi alberati, che architettonici, quali colonnati, padiglioni, pergolati, palazzi, statue e fontane. Queste composizioni erano generalmente eseguite in un formato orizzontale e ben delineate dal punto di vista prospettico. Gli alberi rappresentati divennero più alti e meno imponenti rispetto al periodo precedente.

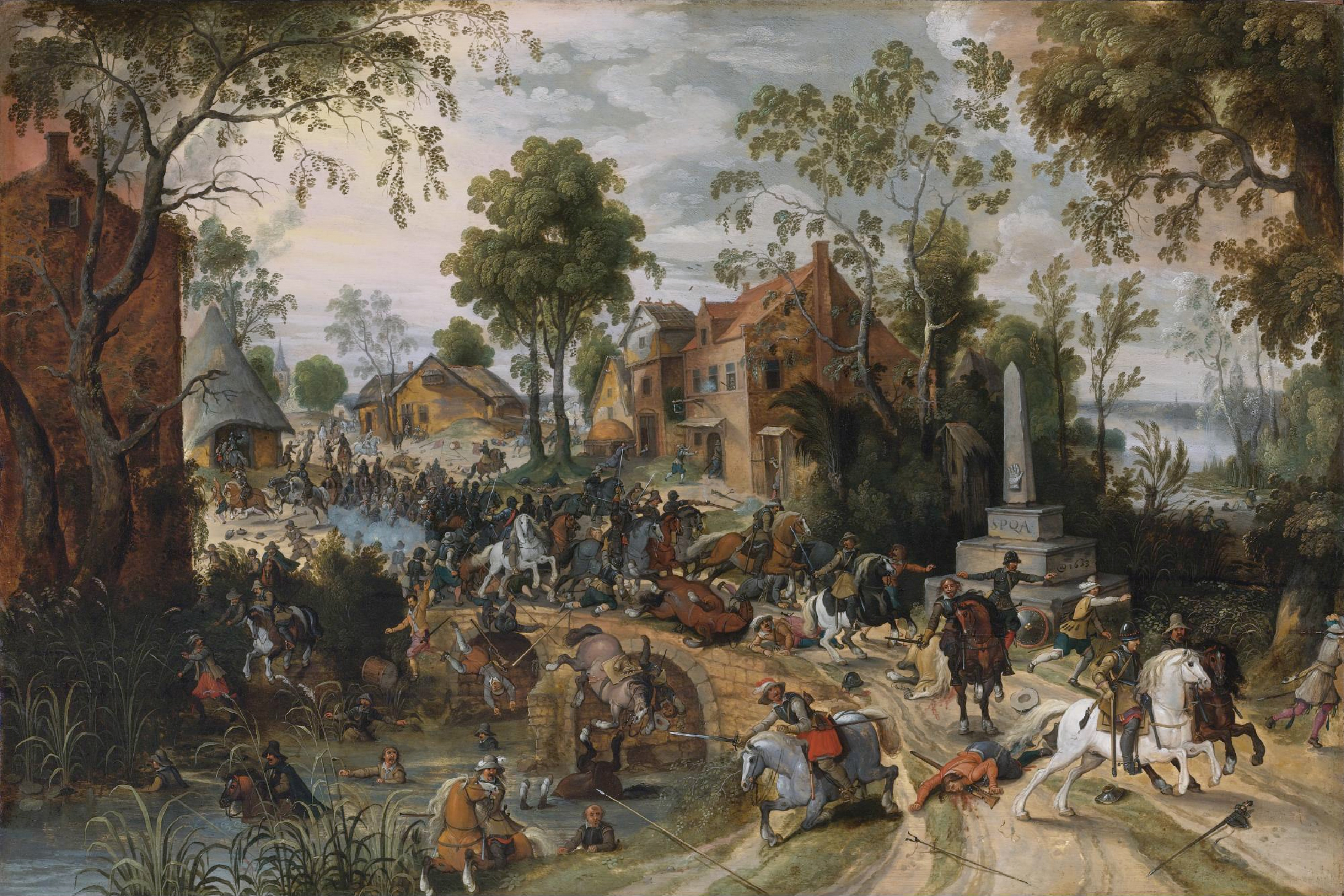
La Battaglia di Stadtlohn (1623)

Oltre a questa tipologia di pittura di genere, si dedicò anche alla rappresentazione di scene militari e di battaglie in piccola scala, per cui è particolarmente noto e che fu probabilmente tra i primi in Olanda ad utilizzare come soggetto per i suoi dipinti. Queste opere furono eseguite in base ad esperienze di prima mano, avendo Vrancx abbracciato la carriera militare. Egli divenne perciò una figura di primo piano nello sviluppo di questo genere di pittura nel suo paese e oltre la metà delle sue opere riguardano questo soggetto.
Inoltre saltuariamente realizzò dipinti di soggetto religioso e allegorico e paesaggi.
Nella fase matura della sua carriera artistica (1611-1625), si può notare la crescita stilistica di Vrancx caratterizzata dal tocco preciso con cui realizza le forme, dal maggior controllo con cui rappresenta lo spazio e vi inserisce un numero maggiore di figure disposte in gruppi più complessi.

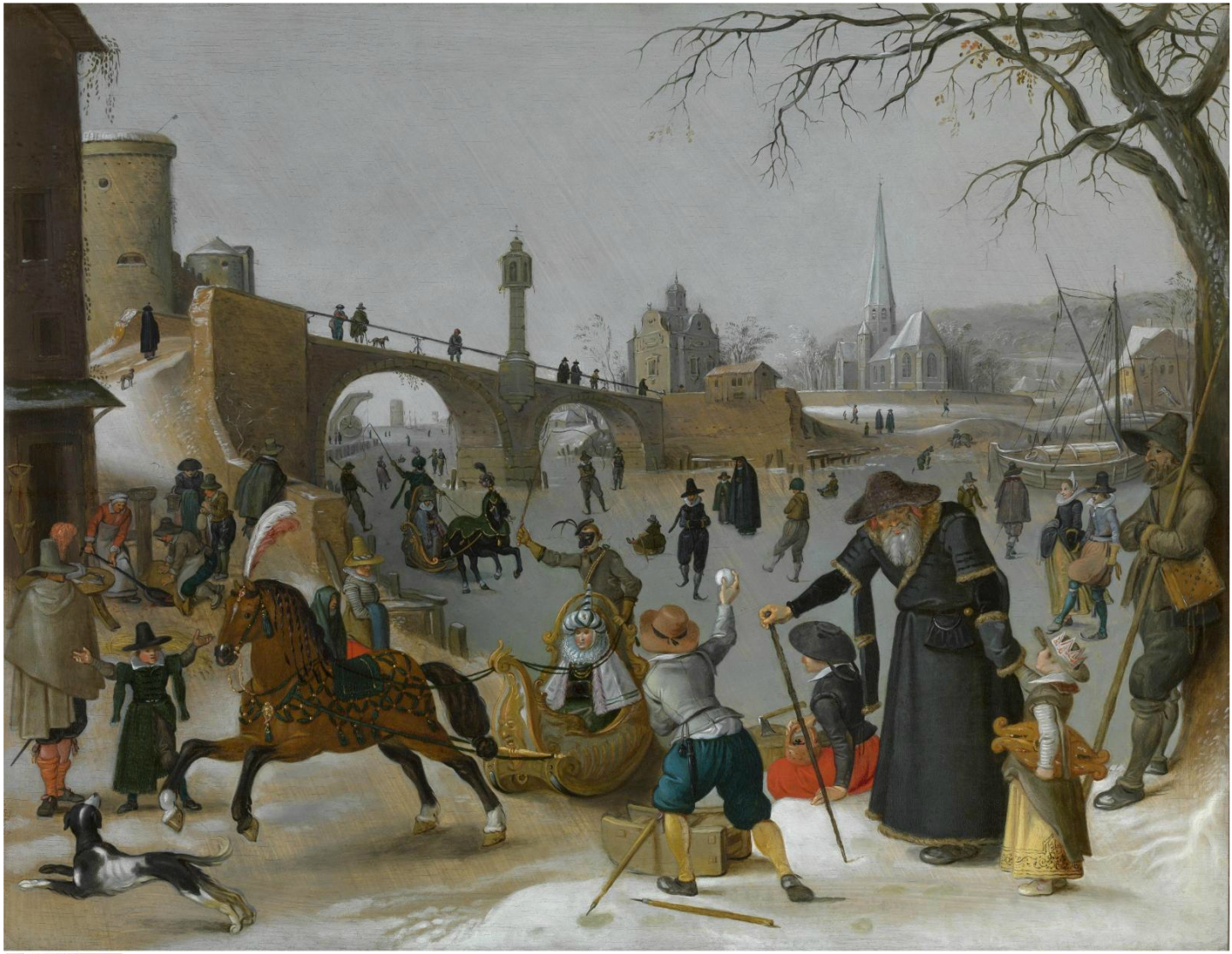
Piaceri d'inverno

A partire dal 1620 c. iniziò a dipingere i cavalli in modo più raffinato, rendendo il loro aspetto più nobile, mentre rese gli alberi in modo meno dettagliato.
Negli anni finali della sua vita (1625 c.-1647), Vrancx pose l'accento maggiormente sulla rappresentazione del paesaggio, piuttosto che delle figure, più sulla grazia che sulla forza.
Nelle sue opere si nota l'influenza dei pittori italiani contemporanei e di Pieter Bruegel il Vecchio.
Fra i suoi mecenati e collezionisti vi fu il re Cristiano IV di Danimarca.
Collaborò con Jan Brueghel il Vecchio, Jan Bruegel il Giovane, Gijsbrecht Leytens, Joos de Momper, i pittori della famiglia Neefs, Tobias Verhaecht, Alexander Keirinckx, Jan van Balen, Frans Francken II e David Vinckboons,  dipingendo figure nei loro quadri. Tuttavia, nei suoi dipinti, non faceva ricorso di solito ad altri pittori per la realizzazione del paesaggio.
Tenne anche scuola, presso cui si formò Pieter Snayers.
Fra i suoi seguaci vi furono, nei Paesi Bassi meridionali, Pieter Meulener e Jacques van der Wijhen e in Francia Adam Frans van der Meulen, allievo di Pieter Snayers. Nella Repubblica delle Sette Province Unite la sua influenza si può ritrovare in Esaias van de Velde e Pauwels van Hillegaert.
Le sue opere furono molto copiate e riprodotte per incisione, in particolare da Pieter de Jode.

## Opere
- Paesaggio con caccia al daino, olio su rame, 23 x 30 cm, 1595 c., Galleria Doria Pamphilj, Roma[10]
- Orfeo e gli animali, olio su tavola, 55 x 69 cm, 1595 c., Galleria Borghese, Roma[11]
- Fête dans le jardin du duc de Mantoue, 1595 ca, Musée des beaux-arts de Rouen, Rouen[12]
- Veduta di Tivoli, gesso nero, penna e inchiostro marron, acquerello grigio e marron, 1600 c., Getty Museum, Los Angeles[13]
- Veduta del porto di Anversa con il Kraanenhoofd e il Werf gate, olio su tavola, 58,4 x 91,8 cm, firmato, 1608[14]
- Assalto di rapinatori, olio su tavola, 55 x 97 cm, 1610 c., Museo dell'Ermitage, San Pietroburgo[9]
- Figure nel giardino di un palazzo, olio su tavola, 71 x 88 cm, firmato, 1622[15]
- Corteo militare all'uscita di un villaggio (ripercussioni del sacco del villaggio di Wommelgem in 1589), olio su tavola, 75 x 143 cm, 1629[16]
- Imboscata, olio su tavola di quercia, 44,5 x 64,3 cm, 1630 c., Národní galerie, Praga[17]
- Paesaggi rappresentanti le quattro stagioni, olio su tela, 72,7 x 117,2 cm, gruppo di quattro quadri[18]
- Mietitura, olio su tavola, 32 x 44 cm, Museo dell'Ermitage, San Pietroburgo[9]
- Gennaio, olio su tavola, 27 x 37 cm, Szépmûvészeti Múzeum, Budapest[19]
- Cavalieri attaccano viaggiatori in una piana alberata, olio su tela, 99 x 164 cm, firmato SV in basso al centro di fianco ad un cavallo[20]
- Paesaggio con un convoglio su un sentiero alberato sotto attacco, olio su tavola, 44 x 64 cm[21]